# Gracenote
Gracenote, Inc. äger, tar hand om och licensierar en internet-tillgänglig databas som innehåller information om vad som finns på cd-skiva.  Företaget förser företag med inbäddad mjukvara och metadata som hjälper deras kunder att sköta, lyssna på och upptäcka digital multimedia.  Gracenote har sin multimedia handhavande teknologi och sin globala multimedia-databas med multimedia-information som finns tillgänglig för mobiltelefonen, bilen, hemmet och PC marknaden.  Flera datorprogram som kan spela upp cd-skivor, till exempel Itunes, använder Gracenotes CDDB teknologi. 
Gracenotes databas var ända från början tillverkad för att kunna ta emot information som användare själva skickade in till databasen, en funktion som även idag finns tillgänglig. Om en viss låt inte finns tillgänglig i företagets databas tillfrågas användaren om han/hon kan fylla i information om artist, album, och spårnamn på låten.
Förutom sin cd-identifikations-funktion så har Gracenote också en identifikationsservice som kan identifiera digitala ljudfiler (till exempel MP3-filer).
Dessutom har Gracenote en service som kan hantera spellistor och rekommendera musik.  

## Produkter
- MusicID
- Mobile MusicID
- Music Enrichment
- Discover
- Playlist
- Playlist Plus
- Media VOCS
- Classical Music Initiative
- Link

## Kunder
- Spotify
- Itunes använder Gracenotes cd-identifikations tjänster.

Onlinetjänster
- Yahoo!! Music Jukebox
- America Online Winamp

Hem- och bilprodukter
- Alpine
- Panasonic
- Philips
- Sony

Portabel musikmjukvara
- Samsung
- Sony Ericsson: TrackID
- KDDI (Japan)
- KTF (Korea)
- Musicwave (Europa).

## Kuriosa
I april 2007, släppte Gracenote den första lagliga låttext-tjänsten i USA. *https://web.archive.org/web/20070926233533/http://www.gracenote.com/music/corporate/press/20070424BBC.html